# Gelre ziekenhuizen Zutphen
Gelre ziekenhuis, locatie Zutphen is een middelgroot ziekenhuis in de gemeente Zutphen. In 2010 is een nieuw gebouw in gebruik genomen en sindsdien heet het Gelre ziekenhuis, locatie Zutphen. De vorige naam van het ziekenhuis was Het Spittaal. Het verzorgingsgebied omvat de gemeenten Zutphen, Voorst, Lochem, Bronckhorst en Berkelland.

## Geschiedenis
De geschiedenis van Gelre ziekenhuis, locatie Zutphen gaat terug tot in de middeleeuwen. In 1886 werd een nieuw Algemeen Ziekenhuis geopend aan de Coehoornsingel. Naast het Algemeen Ziekenhuis werd in 1927 het rooms-katholieke Sint Walburgis ziekenhuis gesticht.
De Zutphense ziekenhuizen fuseerden in 1967 en namen in 1974 een nieuw gebouw in gebruik onder de naam Streekziekenhuis Het Nieuwe Spittaal. In 1996 verzelfstandigde Het Nieuwe Spittaal en kreeg het de naam Het Spittaal.
Sinds 1999 maakt Het Spittaal deel uit van Gelre ziekenhuizen en sinds 2009 heet het ziekenhuis Gelre ziekenhuizen, locatie Zutphen.
In 2006 is besloten tot nieuwbouw van Gelre ziekenhuizen Zutphen. In het derde kwartaal van 2010 is het nieuwe ziekenhuis in gebruik genomen.

## Stichting Gelre ziekenhuizen
De Stichting Gelre ziekenhuizen bestaat uit twee ziekenhuizen, een in Apeldoorn en een in Zutphen. Het ziekenhuis in Apeldoorn is in 2009 gerenoveerd. In Zutphen is in 2010 een nieuw ziekenhuis geopend. Vanuit de doelstelling van deze stichting is voor de eerste- en derdelijnsgezondheidszorg in de regio Apeldoorn - Zutphen het transmurale zorgnetwerk gevormd, waarin de twee genoemde ziekenhuizen samen met de buitenpoliklinieken in Lochem, Epe en Dieren en met een diagnostisch centrum in Apeldoorn participeren.
Het verzorgingsgebied van Gelre ziekenhuizen omvat ongeveer 300.000 inwoners. Bij de gehele Stichting Gelre ziekenhuizen werken ongeveer 3700 mensen, 1060 verpleegkundigen, 260 medisch specialisten, 160 co-assistenten, 130 artsen in opleidingen, 20 physician assistants en 300 vrijwilligers, verdeeld over 27 specialismen. In Gelre Zutphen werken ongeveer 1500 mensen; het is daarmee een van de grootste werkgevers van Zutphen en omstreken.